# Laurenne Ross
Pour les articles homonymes, voir Ross.
Laurenne Ross, née le 17 août 1988 à Edmonton au Canada, est une skieuse alpine américaine des années 2010. Elle obtient son premier podium en Coupe du monde en terminant deuxième de la descente de Garmisch-Partenkirchen le 2 mars 2013.

## Carrière
Laurenne Ross commence sa carrière en Coupe du monde de ski alpin le 4 décembre 2009 à Lake Louise où elle termine en 48e position. L'Américaine obtient le 6 mars 2011 la quatrième place du super G de Tarvisio quelques semaines après avoir participé aux Championnats du monde 2011. En 2012-2013, Ross obtient en janvier 2013 la cinquième place de la descente de Saint-Anton. Après avoir participé en février aux Championnats du monde, Ross se classe en mars à Garmisch-Partenkirchen la neuvième place du super G avant d'obtenir son premier podium en coupe du monde en terminant deuxième de la descente à 39 centièmes de seconde de Tina Maze.
En février 2016, elle signe son deuxième podium en Coupe du monde avec une seconde place au super G de Soldeu.

## Palmarès

### Jeux olympiques
| Épreuve / Édition   | Descente | Super G | Slalom géant | Slalom | Super combiné |
| JO 2014 Sotchi      | 11e      | Abandon | —            | —      | Abandon       |
| JO 2018 Pyeongchang | 15e      | 15e     | —            | —      | —             |

Légende :

— : Laurenne Ross n'a pas participé à cette épreuve

### Championnats du monde
| Épreuve / Édition | Garmisch-Partenkirchen 2011 | Schladming 2013 | Beaver Creek 2015 | Saint-Moritz 2017 | Åre 2019 |
| Descente          | 10e                         | —               | 17e               | 5e                | —        |
| Super G           | 16e                         | 26e             | 15e               | 14e               | Abandon  |
| Slalom géant      | —                           | Abandon         | —                 | —                 | —        |
| Super combiné     | 28e                         | 11e             | 14e               | 15e               | —        |

### Coupe du monde
- Meilleur classement général : 18e en 2016.
- 2 podiums.

#### Différents classements en Coupe du monde
| Année/Classement | Année/Classement | Général | Général | Descente | Descente | Super G | Super G | Slalom géant | Slalom géant | Slalom | Slalom | Combiné | Combiné |
| ---------------- | ---------------- | ------- | ------- | -------- | -------- | ------- | ------- | ------------ | ------------ | ------ | ------ | ------- | ------- |
| Année/Classement | Année/Classement | Class.  | Points  | Class.   | Points   | Class.  | Points  | Class.       | Points       | Class. | Points | Class.  | Points  |
| 2010             | 2010             | 115e    | 13      | 46e      | 13       | -       | -       | -            | -            | -      | -      | -       | -       |
| 2011             | 2011             | 40e     | 162     | 30e      | 43       | 16e     | 92      | -            | -            | -      | -      | 22e     | 27      |
| 2012             | 2012             | 49e     | 149     | 22e      | 91       | 29e     | 45      | -            | -            | -      | -      | 28e     | 13      |
| 2013             | 2013             | 26e     | 292     | 16e      | 166      | 13e     | 104     | -            | -            | -      | -      | 20e     | 22      |
| 2014             | 2014             | 80e     | 43      | 34e      | 32       | -       | -       | -            | -            | -      | -      | 20e     | 11      |
| 2015             | 2015             | 26e     | 293     | 11e      | 191      | 18e     | 88      | -            | -            | -      | -      | 17e     | 14      |
| 2016             | 2016             | 18e     | 526     | 10e      | 224      | 8e      | 250     | -            | -            | -      | -      | 16e     | 52      |
| 2017             | 2017             | 25e     | 343     | 9e       | 204      | 17e     | 113     | -            | -            | -      | -      | 24e     | 26      |
| 2018             | 2018             | 65e     | 94      | 32e      | 47       | 32e     | 47      | -            | -            | -      | -      | -       | -       |
| 2019             | 2019             | 63e     | 93      | 28e      | 63       | 32e     | 30      | -            | -            | -      | -      | -       | -       |

### Coupe nord-américaine
- Gagnante du classement général en 2010.
- Gagnante des classements de descente et super G en 2010.
- 10 victoires.

### Championnats des États-Unis
- Championne de super G en 2013 et 2017.